# 相田翔子
相田翔子 （あいだ しょうこ，1970年2月23日—）是日本的女演員，歌手和電視藝人。未公開過本名 。別名鈴木敬子  。也是1988年至1996年活躍的雙人偶像组合Wink的成员。
出生於東京都東村山市 。血型是B型。現為UP-FRONT CREATE的所屬藝人。丈夫是相澤英之與司葉子的第三子相澤宏光。

## 經歷

### 幼年至演藝界出道前（1970-1988年）
在演藝界出道至東京開始獨居生活前，一直與家人生活在故鄉東京都東村山市。
幼年時曾經是非常調皮且喜歡惡作劇的性格，曾在談話節目中提及3歲時跌入肥堆直至被偶然路過的姐姐的友人救起的經歷。幼時喜歡唱歌，時常與姐姐一起合唱Pink Lady等人的歌曲， 也曾是Pink Lady中増田恵子的粉絲。小學低年級的時候常與家附近的朋友們進行扮演遊戲。然而，生性活潑的她在陌生人面前卻是不知所措的害羞性格，此時的她對於演藝界也並沒有嚮往 。
中學時期曾沉迷於當時的女子摔角團體Crush Gals，為了參加入團選拔接受過摔角訓練。在數度嘗試全日本女子プロレス的入團選拔未合格後，放棄了成為女子摔角手的理想。
14歲中學二年級時，被當時的友人參與應徵的經紀公司挖掘，開始接受成為歌手的準備訓練。雖有母親的全力支持，卻因父親對演藝界的憂慮而與經紀公司商談後，決定在升入高中之前以模特的形式進行活動。
高中時期曾以在紙袋工廠、與姐姐一起在冷凍義大利餃工廠、秋津商店会的熟食店、漢堡餐廳、新秋津站前的居酒屋、麵包店「サントアン」的順序，從事過多份兼職。  。
16歲高中二年級時，由於就讀的高中「禁止從事演藝活動」的校規而使得作為歌手出道的計劃流產。雖曾有過轉學至堀越高等学校的想法，卻對轉學之後身處眾多名人之中的壓力感到恐懼而斷念。
翔子在後來寶島別冊的訪談中，對於這次無疾而終的出道卻並不覺得後悔，亦覺得若在當時出道，也很可能會石沉大海。而對於那支“泡影般的出道單曲”，她的形容是「很像桑田靖子會唱的風格強烈的歌曲」，而她本人也十分中意。
1987年9月，翔子成為了WANI BOOKS雜誌社的第9代Miss.UP, 並登上了當年UP to boy11月號的封面。而5月號封面的第7代Miss.UP 鈴木早智子，正是Wink的另一位成員。

### Wink時期（1988年-1996年）
1988年4月高中畢業後，她與鈴木早智子組成Wink，以富士電視劇『熱っぽいの!』 的主題曲「Sugar Baby Love」出道。
初出道時，常常由於對自身並未成熟的偶像氣質以及低迷的人氣而在化妝間哭泣。懷抱著對長她一歲、開朗和善早智子的敬慕同時，漸漸產生了「想要增進實力」、「想要成為能夠發表作詞的歌手」的想法。
這之後，Wink以1988年11月發行的第三張單曲、富士電視劇『追いかけたいの!』 的主題曲「愛が止まらない 〜Turn It Into Love〜」一曲爆紅，至1990年3月發行的「Sexy Music」一共五作，連續在Oricon公信榜取得1位，成功跨入頂級偶像的殿堂，並在同年12月憑藉於7月發行的第五張單曲「寂寞的熱帶魚」獲得第31屆日本唱片大奖。
Wink雖以全盛期毫無表情的表演風格為大眾所知，當時卻常因在舞台上沒有笑容而被事務所的大人們訓斥。 翔子曾回憶道：「當時面對於突如其來的爆紅感到困惑，因此每每在台上都緊張得完全笑不出來。」，加之表演中機械式的編舞，“無表情的音樂盒娃娃”誤打誤撞地成為了Wink最知名的舞台形象。在專輯中的solo曲目中，亦翻唱了許多來自The Nolans ， John Lennon ， Bette Midler ， Chaka Khan等海外藝術家的歌曲，拓展了自身作品的面向（参阅「Wink時期的solo曲目」）。此外，自組合中期開始（1991 - 1992年），翔子開始為組合的專輯提供詞曲。 收錄在1994年的专辑『voce』中自作曲「赤足的提線木偶（裸足のマリオネット）」帶有明顯的Bossa Nova風格，稍可預見組合活動休止後翔子的音樂風格。（請參阅「Wink時期的自作曲」）。
1996年3月底，Wink停止了長達8年的偶像組合活動。對於自身演藝界起點的Wink，翔子形容為「如夢一般的刺激、濃厚與鮮烈」，「如若沒有那些喜愛Wink作品的觀眾、身邊的工作人員，以及與早智子一起，便無法創造的組合。」。相田與鈴木二人更是直到現在也依然保持著聯絡。

### 專注於自我主導的歌手事業（1996年-1998年）
組合活動停止之後的一段時間內，相田面對單獨活動的無力感，曾產生過隱退的想法，卻在與事務所商談時被提醒仍有留存的作詞作曲未發表而轉念。 。以此為契機，相田在這段時期內發行了兩張詞曲自作的專輯『JÓIA』（ 1996年5月25日發行）及『Luz』（（1997年5月25日發行）。
在唱片製作的過程中，相田通過對自身內在及特質的摸索，決定以舒緩的Bossa Nova曲風為基調。由Sérgio Mendes及Ben Wittmann製作的專輯 『JÓIA』中，亦展現了她對於音樂的藝術追求與野心。但是，這些作品並沒有得到大眾的普遍認可，在商業成績上亦未取得成功。對與這段時期的演藝活動，相田總結為“過分拘泥於成為藝術家的時期”。在此之後，她決心“在表達者可以展現的領域內，拋棄害羞性格地表現自我”，由此決意進軍綜藝領域。

### 進軍綜藝與影視至現在（1998年 -）
1998年11月，相田在由MBS制作的TBS电视节目『世界ウルルン滞在記』中的出演受到好評，自1999年4月起，擔任了該節目的主持人。此外，2000年7月她作為嘉賓出演了日本电视台的節目『踊る!さんま御殿!!』，因獨特的天然呆形象受到矚目。
之后，在『森田一義時間 笑一笑又何妨！ 』、『メレンゲの気持ち』、『いいはなシーサー』等多個節目中擔任嘉賓及主持，並也開始出演如『花与爱丽丝』、『七色のおばんざい』等電視劇、電影及舞台劇，作為演員及電視藝人廣泛地開展著影視活動。與此同時在音樂方面，相田發行了包含地中海曲風至French pop翻唱等的專輯，2004年開始，亦連續多年舉辦了晚餐秀表演。
2008年7月31日，相田與醫師相澤宏光提交了結婚申請，正式入籍，並於2012年1月13日生下一個女兒。
2013年9月4日，作為出道25週年紀念的一環，時隔16年4個月第三張個人專輯『This Is My Love』  。

## 人物
畢業於文華女子高等学校，身高160厘米  ，鞋子的尺寸是是21.5cm。
少年時家中經營瓦磚生意，母親是福島縣福島市人。家中除了父母外，還有一個年長一歲的姐姐。
在開始獨居生活前，曾姐姐一起住在一棟公寓中。單身時代在家中有裸上身的習慣。
自小膽小害羞的性格，使她曾一直認為自己並不適合進入演藝界。  相田曾坦白，在Wink時代的末期至個人歌手時期開始的這段時間內，因疲勞及壓力而患上的突發性聽障、對成為個人歌手失去自信而萌生退意、擔心給周遭的同事頻添麻煩等等原因，常常在情緒低落的情況中度過  。
另一方面，給人印象冷靜大方的她下對工作則是會埋頭沉迷的類型。她曾說：「我覺得自己身為演藝界中的表達者，給予觀眾精美的感官是使命，可能聽起來是冠冕堂皇的話，但我必須全力以赴。」。  身為大眾眼中的影視藝人，面對音樂事業也依然十分堅持進取，對此相田認為「因為自己並不是聰明圓滑的類型，音樂對我來說是不可或缺的表現形式。」  。
面對電視藝人、歌手、演員的多重身份，相田認為出演電視節目是很好的展現真實自我的機會，由此格外珍惜；演唱自作的詞曲對於常常無法完整地以語言傳遞感情的她而言，是想持續一生的工作 ；而對於近年來更加突出的演員事業，她則形容為 「更能看清自己、也更能被周圍人所理解的新挑戰 」。
爱好

- 烹饪：熱衷美食和烹飪的相田礙於工作形式經常在外用餐，因此在家的時候醉心於慢食運動，喜歡燉煮蔬菜。也因喜歡酒類，常常醃製果酒，也會用白蘭地和伏特加制作梅酒。也曾與作家島田雅彦（日语：島田雅彦）進行過關於食譜的對談。[24] 。
- 陶藝：因對烹飪的興趣濃厚在2007年春天被友人邀請開始嘗試製作陶藝，踏入了一直嚮往的領域而沉迷其中。因喜歡日本食器，在自製的器皿中乘上創意料理也成為了她的夢想。[25]
- 作為喜愛寵物的有名人，她於2002年9月獲得了普瑞納的第一屆『寵物護理賞』。
- 滑雪技術検定2級（日语：スキーバッジテスト）資格的持有者。

師長
高中二年級的暑假時，由騎行部的老師渡邊明次帶領，同另外的三位友人一起從苫小牧至東京，在16天中進行了一場難忘的自行車旅行。後來她亦為渡邊明次所著的《探求梁山伯與祝英台傳說的真實性》（『梁山伯祝英台伝説の真実性を追う』）一書寫下推薦語。

## 出演
*此列表列出的項目皆為個人出演，以Wink團體出演的項目請參考日文條目Wink （页面存档备份，存于）。

### 音樂節目、綜藝/談話節目、教育節目、小型節目等
※粗體字的節目名稱表示以常規嘉賓的形式出演。※細體字的節目名稱表不定期嘉賓的形式出演。※標註◎的節目名稱表示不定期播出的特別節目。
※標註☆的節目名稱則表示小型節目。
- 世界ウルルン滞在記（日语：世界ウルルン滞在記）（ 每日放送）
  - 作為節目解說： 1996年1月21[27] ，1998年11月1[28] ，2007年8月12[29]
  - 擔任助理主持： 1999年4月11日至2006年4月2日
  - 擔任常規嘉賓组成员：2006年10月1日， 2007年1月7日，2007年4月1日，
- 音楽牧場（東京電視台，1996年5月13日） [30]
- ミックスパイください（日语：ミックスパイください）（中部日本广播1996年5月22日，1998年4月30日）
- M-STAGE （ NTV ，1996年5月23日午夜）
- 真夜中の王国（日语：真夜中の王国）（ NHK BS2午夜，1996年6月5日） [31]
- Music Park（NTV，1997年6月12日午夜） [32]
- PARTYしようよ（日语：PARTYしようよ） （NTV，1997年7月2日） [33]
- ミュージックフェア’97（日语：ミュージックフェア’97）（富士电视台，1997年7月20日） [34]
- スターどっきり大作戦（日语：スターどっきり大作戦） （富士电视台1997年8月18日） [35]
- 新・真夜中の王国（日语：新・真夜中の王国）（ NHK BS2午夜，1998年4月29日） [36]
- Pocket Music（日语：ポケットミュージック）（NTV，1998年5月20日午夜，1999年4月7日午夜） [37]
- 徹子的房間（朝日電視台，1998年7月21日） [38]
- DAISUKI!（日语：DAISUKI!） （NTV 1998年10月31日午夜） [39]
- THE夜もヒッパレ（日语：THE夜もヒッパレ） （NTV，1998年12月12日） [40]
- はなまるマーケット（日语：はなまるマーケット）（ TBS TV 1999年9月6日） [41]
- スーパー知恵MON（日语：スーパー知恵MON） （TBS电视）
  - 不定期出演：1999年11月至2000年3月
- 森田一義時間 笑一笑又何妨！ （富士电视网公司）
  - 常規嘉賓： 2001年10月至2004年3月
- あんたにグラッツェ!（日语：あんたにグラッツェ!） （中京电视台）， 2001年， 2002年
- ダウンタウン・セブン（日语：ダウンタウン・セブン）（每日放送 2001年10月至2002年3月）※ 初期為常規嘉賓
- Celebrity File（ SUPER CHANNEL（現 スーパー!ドラマTV（日语：SUPER! Drama TV）） 2002年10月至2004年10月
- 今夜は見せまっせ（日语：今夜は見せまっせ）（ NHK General 2003年4月至2005年3月）
- 加トちゃんズの元気になる爆笑癒し旅 ◎（朝日电视台）
- メレンゲの気持ち（日语：メレンゲの気持ち） （NTV）
  - 常規嘉賓期亮相：2005年1月至2007年3月
- サンデープレゼント・感動のアメリカ挑戦!（日语：サンデープレゼント・感動のアメリカ挑戦!） 超卡之旅篇（日语：スーパートラックの旅）◎（朝日电视台）
- 翔子的健康咨询室☆（每日放送2007年1月-3月）※關西地方節目（日语：関西ローカル番組）
  - 本人目前唯一的冠名節目。
- 三枝一座がやってきた!（日语：三枝一座がやってきた!） （ NHK BS2 2007年1月- 2010年3月）
- 徳光和夫の感動再会!（日语：徳光和夫の感動再会!） "逢いたい"（日语：徳光和夫の感動再会"逢いたい"） （TBS电视）
  - 不定期出演：2007年8月至2008年3月
- いいはなシーサー（日语：いいはなシーサー） （朝日电视台2007年10月4日至2009年10月1日）
- 産地発!たべもの一直線（日语：産地発!たべもの一直線）（NHK General）※播出於NHK教育頻道及NHK BS2。
  - 半常規嘉賓：2008年4月至2009年3月
  - 常規嘉賓：2009年4月至2011年3月*主要是2009年每个月的第二周隔週常規，2010年度的節目為每月第一周定期出演。
- 青山ワンセグ開発（日语：青山ワンセグ開発）（ NHK ワンセグ2 ，2010年4月至2011年12月）※主與里田まい（日语：里田まい）共同擔任主持。
- 爆報! THE フライデー（日语：爆報! THE フライデー）（TBS電視台）
  - 不定期出演：2012年6月-
- 朝だ!生です旅サラダ（日语：朝だ!生です旅サラダ）（朝日放送）
  - 嘉賓出演2004年10月，2010年8月，2013年12月
- 突撃!アッとホーム（日语：突撃!アッとホーム）（NHK綜合）
  - 不定期出演：2014年1月至2015年3月
- あさイチ（日语：あさイチ）（NHK綜合）
  - 不定期出演：2015年1月-
- ごごナマ（日语：ごごナマ） （NHK普綜合2017年8月24日）「おしゃべり日和 相田翔子 中井精也 私の鉄道LOVE」
- 土曜の夜は!おとななテレビ（日语：土曜の夜は!おとななテレビ）（ TVQ九州放送）
  - 2015年10月開始，在每月一次的環節「踊る！まいう〜漫遊記」中以常規嘉賓的形式出演。
- 宮本隆治の歌謡ポップス☆一番星（日语：宮本隆治の歌謡ポップス☆一番星） （ Kayo Pops Channel ） [42]
  - 助理主持：2017年7月-
- 歌のゴールデンヒット（日语：歌のゴールデンヒット） ◎（TBS TV，2017年10月2日）主持人 [43]

### 电视剧
※ 粗體字標識的電視劇名稱為相田的主演劇目。
- 飛女刑事III 少女忍法帖傳奇 第16集「リリアン棒危うし!由真の一番長い日」（東映/富士电视台， 1987年2月26日）- 由真養女（以鈴木敬子的名義參加出演）
- 熱帯夜アカデミー（日语：熱帯夜アカデミー）-SiXTEEN 16（朝日电视台 1988年10月20日 - 1989年2月23日 星期四午夜）
- キライじゃないぜ（日语：キライじゃないぜ）（TBS TV 1992年7月-9月）- 大澤禮子
- 白いシーツの女（朝日电视台 1993年2月）- 真理
- チャンス!（日语：チャンス! (テレビドラマ)） （富士电视台 1993年4月 - 6月） - 平栗洋子
- おばはん刑事!流石姫子（日语：おばはん刑事!流石姫子）（朝日电视台 2000年4月）- 白河千春
- 女子刑務所 東三号棟2（日语：女子刑務所 東三号棟） （TBS电视台  2000年4月）-河井育代
- 天国に一番近い男 さらば天国に一番近い男（2000年）（日语：天国に一番近い男）（TBS TV 2000年12月）- 加藤爱子
- ルーキー!（日语：ルーキー!） （第11話 客串）（富士电视台2001年6月）-北野奈美
- 新宿傷痕戀歌（第六話 客串）（富士电视台2001年11月）-安田杏子
- 八丁堀の七人（日语：八丁堀の七人）（第三部）（第1話「対決! 北町の剃刀vs南町の狼」客串）（朝日电视台2002年1月）- 美奈
- 続・平成夫婦茶碗（日语：続・平成夫婦茶碗） （第九話 客串） （ NTV 2002年3月）
- 京都〜札幌 雪まつり連続殺人（日语：京都〜札幌 雪まつり連続殺人）（朝日电视台 2002年3月）-西山百合子
- 草壁署迷宮課迷宮先生（第四話 客串）（朝日电视台 2002年6月）-滝田奈津子
- “ 茂七の事件簿 新ふしぎ草紙（日语：茂七の事件簿 新ふしぎ草紙） ”（第8話 客串）（ NHK General 2002年9月）- お品
- 健太の食探検 ハム太郎といっしょ! （東京電視台 2003年2月）- 教師
- はぐれ刑事純情派（日语：はぐれ刑事純情派）（第17作）（第10回 客串）（朝日电视台，2004年9月）- 井上かおる（沢村かおる）
- ドクVSデカ〜心療内科医＆殺人課刑事の捜査ファイル2（日语：ドクVSデカ）（朝日电视台，2004年9月）- 小早川ゆかり
- 結婚詐欺殺人事件 信州千曲川殺意の旅情（朝日电视台，2005年3月）- 本郷比呂子
- 七色のおばんざい（日语：七色のおばんざい） （NHK綜合 ，2005年6月-7月）- 吉永悦子（谷山美鈴）
  - 初主演作品。
- 小児救急カルテ いのち110番（TBS TV 2006年5月）- 天野智代
- 太閤記〜天下を獲った男・秀吉（日语：太閤記〜天下を獲った男・秀吉）（ 2006年10月 朝日電視台 10-12月）- 阿市
- 心研ぎます! 鷹宮光次郎の旅情事件簿 刀研ぎ師の人情放浪記（TBS電視台 2007年1月）- 春風うらら
- スリルな夜（日语：スリルな夜）・第一季『子育ての天才』 （富士电视台，2007年4月-6月）- 大黒夏子
- 7人女律師（第八回 客串）（朝日电视台，2008年5月）- 服部美晴
- 警視庁三係・吉敷竹史シリーズ（日语：警視庁三係・吉敷竹史シリーズ） 『警視庁三係・吉敷竹史 幽体離脱殺人事件』（TBS TV 2008年10月）- 森岡輝子
- 女僕刑事（第4回 客串）（朝日电视台，2009年7月）- 早瀬吉乃
- マドンナ・ヴェルデ〜娘のために産むこと〜（日语：マドンナ・ヴェルデ〜娘のために産むこと〜）（NHK綜合 2011年4月 - 5月）- 荒木浩子
- 惡夢小姐 （第1話 客串）（日本電視台 2012年10月）- 相澤涼子
- 温泉女将ふたりの事件簿（日语：温泉女将ふたりの事件簿）2 『日光鬼怒川殺人ライン』（東京電視台 2013年1月）- 手塚由希
- 温泉若おかみの殺人推理（日语：温泉若おかみの殺人推理）26 『日光鬼怒川温泉〜殺意のライン下り!!』（朝日電視台 2013年8月）- 八木佳織
- 獣医さん、事件ですよ（日语：獣医さん、事件ですよ）（第五回 客串）（讀賣電視台 2014年7月）- 山本麗子

### 電視動畫
- おねがい!ポクポン（Kids Station 2008年11月 - 2009年2月）- 旁白

### 廣播節目
- PULSE OF THE WORLD（ JFN系 2005年4月- 2009年3月）
- 地中海 SOUND STROLL → 相田翔子 SOUND STROLL（日语：地中海 SOUND STROLL）（ FM NACK5 2007年1月- 2011年9月）
- P-POP STATION フェスタヌーン（エフエム愛知， 1996年4月至1998年3月）
- つんくばん（ TBS電台 2001年7月至2002年9月）
- 地中海サウンドスケイプ（ FM東京  2003年10月- 2004年9月）
- 斉藤一美のS/N/A/P（日语：斉藤一美のS/N/A/P）（大人トーククラブde地中海）（ 文化放送 2004年9月- 2005年3月）
- 相田翔子のスウィート・ソレイユ（日语：相田翔子のスウィート・ソレイユ） （日本放送系  2010年4月 -
- 相田翔子のビューティフルライフ（日本放送系 2009年4月 - 2011年12月）

### 电影
- ゴールドラッシュ（1990年12月  東映）（導演：和泉聖治）- 清水早苗
- 自尊——命运的瞬间（1998年5月  東映）（導演：伊藤俊也）- 東條光枝
- カントリー・ガール 北海道牧場物語（日语：カントリー・ガール 北海道牧場物語）（ 2000年7月  アップフロントエージェンシー）（導演：福本義人）- 三輪多恵子
- 許されざるもの（ 2003年3月  シネマパラダイス）（導演：三池崇史）- 守部洋子
- 17才 〜旅立ちのふたり〜（日语：17才 〜旅立ちのふたり〜） （2003年9月  東映）（導演：澤井信一郎）
- 花與愛麗絲（2004年3月  東寶）（導演：岩井俊二）- 有栖川加代
- Break Out! （ 2005年1月  KAERU CAFE（日语：KAERU CAFE） ）（導演：秋原正俊） - 阿久根リカ
- 怨喰（ 2006年6月  東映）（導演：加藤文明）- 宇田亜沙子
- 電影情人夢（2006年10月  東寶）（導演：熊澤尚人）- 森川千鶴
- 涙でいっぱいになったペットボトル 〜カンペの手紙〜（ 2007年9月 メディア・ワークス）（導演： 辻裕之）- ミンジュ
- インスタント沼（日语：インスタント沼） （ 2009年5月  角川映畫）（導演：三木聡）- 飯山和歌子
- 修羅の男と家なし少女（2016年）- リュウさん妹妹
- 東京喰種（2017年7月  松竹）（導演：萩原健太郎）- 笛口リョーコ [44]
- 謊言×謊言 （2021年2月19日，アスミックエース（日语：アスミックエース） ）- 高槻ひとみ

### 劇場版动画
- 花與愛麗絲殺人事件 （2015年2月   ティ・ジョイ（日语：ティ・ジョイ） / 東映）- 有栖川佳代

### 舞台劇
- メルヘンコメディ『フールズ (FOOLS)』（2001年1月  新宿シアターモリエール）- ソフィア
- 新版忠臣蔵外伝『喧嘩安兵衛』（2003年5月  明治座）- お美代
- 劇団シニアグラフィティ（日语：劇団シニアグラフィティ）第2回公演 昭和歌謡Theater“『時の流れに身をまかせ』（2006年9月  新宿スペース107）- 西園寺啓子   ※首次座長公演
- 大阪松竹座 新築開場10周年記念『蝉しぐれ（日语：蝉しぐれ）』（ 2007年9月，大阪松竹座）- お福
- 日本 - 蒙古親善特別公演『ジンギスカン 〜わが剣、熱砂を染めよ〜』（2008年1月 ル テアトル銀座）- カルカ

### 音乐会
- 相田翔子コンサート（2002年8月16日  大阪WTCフェスパホール）
- 相田翔子コンサート（2004年5月3日  大阪WTCフェスパホール）
- 晩餐ライブ 1st『パリ・ジュテーム〜地中海の夜〜』（2004年8月21日、22日  広尾ラ・クロシェット）
- 晩餐ライブ 2nd『もっとありのまま〜地中海の夜〜』（2005年1月29日、30日  広尾ラ・クロシェット）
- 晩餐ライブ 3rd『はじまりは東の空』（2005年8月28日  広尾ラ・クロシェット、2005年11月4日  大阪フラミンゴ・ジ・アルージャ）
- 晩餐ライブ 4th（2006年4月21日、23日  広尾ラ・クロシェット）
- クリスマスディナーショー（日语：ディナーショー）2005（2005年12月21日 池袋サンシャインシティ王子大飯店）

### CM・広告
- 日產柴油工業（現 UD卡車） “ Condor SS ”（ 1995 ）
 *コンドルS轻量级系列
- 卫材“『ザーネクリーム』/『ザーネホワイト』（ 2001年- 2004年）
- 井村屋『肉まん・あんまん』（ 2003年- 2004年）
- 欧姆龙医疗保健  企業CM （ 2004年-2006 ）
- 朝日飲料『WONDA（日语：WONDA） ショット&ショット』（『新幹線パーサー』編）（2005年4月 - 8月）
- アイダ設計  企業CM（2005年4月 - 2007年3月）
- アース製薬（日语：アース製薬）『咲かせて消臭 花咲きポット』（ 2005年10月 - 2007年9月）
- 總務省『さわやか行政サービス運動』（2003年）
- ヒルズコレクション・ラカ ナビゲーター（2008年）
- 宝洁『ボールド』（2010年3月 - 2011年2月  與平岡祐太共同出演）
- アメリカンホーム保険会社（日语：アメリカンホーム保険会社）『アメリちゃん日記』（『ネットサーフィン』編）（2010年6月 - 2015年10月  與八木優希共同出演）
- ヤマサキ（日语：ヤマサキ）『La Sana ヘアエッセンス』（ 2013年10月-）
- 東邦ガス（2018年4月 - 2019年11月5日  與山本昌共同出演）

## 音樂作品

### アルバム
1. Delphinium（1992年5月25日 Polystar（日语：ポリスター） PSCR-1052）※ Wink組合時期的Mini Album
  - Believe Moon -instrumental version-（作曲：相田翔子 編曲：門倉聡）
  - Pleasure（作詞：芹沢類 作曲：門倉有希 編曲：門倉聡）
  - アンビバレンス（作詞：芹沢類 作曲：相田翔子 編曲：門倉聡）
  - LOVE（原曲：ジョン・レノン）
  - 黙示録（作詞：芹沢類 作曲：鈴木祥子（日语：鈴木祥子） 編曲：門倉聡）
  - VOX 〜あなたには聞こえない〜（原曲：Sarah McLachlan）
  - Believe Moon（作詞・作曲：相田翔子 編曲：門倉聡）
2. JÓIA（1996年5月25日  Polystar PSCR-5455） ※ 第一張創作專輯
  - Do-Sol（作詞：芹沢類・相田翔子 作曲：相田翔子）
  - Jóia（作詞：芹沢類・相田翔子 作曲：相田翔子）
  - サヨナラしかあげない（作詞：種ともこ 作曲：相田翔子）
  - i Julia（作詞・作曲：相田翔子）
  - AFRICA（作詞・作曲：相田翔子）
  - Vellrina 〜真珠〜（作詞・作曲：相田翔子）
  - CORAÇÃO 〜コラソン〜（作詞：芹沢類 作曲：相田翔子）
  - 魚になりたい（作詞・作曲：相田翔子）
  - i Julia -instrumental version-（作曲：相田翔子）
  - Blue Lagoon（作詞・作曲：相田翔子）
3. Luz（1997年5月25日  Polystar PSCR-5603）※第二章創作專輯
  - Intro 〜新しい水（ギター：ホメロ・ルバンボ）
  - 愛された薔薇（作詞・作曲：相田翔子 編曲：門倉聡）
  - 3,2,1 and 0（作詞：かの香織 作曲：相田翔子 編曲：門倉聡）
  - 目覚めましょう（作詞：相田翔子 作曲：相田翔子・渡邉浩世 編曲：門倉聡・Romero Lubambo）
  - Andy（作詞・作曲：相田翔子 編曲：門倉聡）
  - 始まりは東の空（作詞・作曲：相田翔子 編曲：門倉聡）
  - 朝の光（作詞・作曲：相田翔子 編曲：門倉聡）
  - 裸で眠りましょう（作詞・作曲：相田翔子 編曲：河越重義）
  - 熱砂（作詞：かの香織 作曲：相田翔子 編曲：門倉聡）
  - 0:00 a.m. 〜午前0時（作詞・作曲：相田翔子 編曲：門倉聡）
  - 太陽の国（作詞：相田翔子 作曲：相田翔子・渡邉浩世 編曲：門倉聡）
4. C'est・mon・・na 〜Best of Shoko Aida（2002年1月30日  Polystar PSCR-6006）※ 收錄了包括19996年未發表曲目「冷たい月の夜」在內共15首歌曲的精選集
  - 冷たい月の夜（作詞・作曲：相田翔子 編曲：戸田誠司（日语：戸田誠司））
5. PARIS, JE T'AIME D'AMOUR（2003年1月29日  地中海/ゼティマ EPCE-2020）※ 翻唱了1960年代至1970年代French pop（英语：French pop music）作品的第一張翻唱專輯，亦收錄了重新編曲的自作曲「Blue Lagoon」。
  - 恋は水色 L'amour est bleu（原曲：Βασιλική Παπαθανασίου）
  - アネマ・エ・コーレ Ánema e core（原曲：Gigliola Cinquetti）
  - パリ・ジュテーム Paris, je t'aime d'amour（原曲：Maurice Chevalier）
  - マミー・ブルー Mamy blue（原曲：Pop-Tops）
  - 悲しき雨音 Rhythm of the Rain（原曲：The Cascades）※法文版
  - 涙の日曜日 Bella da morire（原曲：Homo sapiens）
  - 愛のめざめ Ho capito che ti amo（原曲：Wilma Goich）
  - ヴィーナスたちの風景 Vénus des abribus（原曲：Patricia Kaas）
  - ピノキオ Pinocchio（原曲：Danièle Vidal）
  - Blue Lagoon（作詞・作曲：相田翔子 編曲：前野知常）
  - 君だけを愛して Io che amo solo te（原曲：Sergio Endrigo）
  - 愛の物語 Nos mots d'amour（原曲：Michel Polnareff）
6. To pathos（2003年11月27日  地中海/ゼティマ EPCE-2013）※ 第二張翻唱專輯，其中收錄了數首原曲來自希臘的歌曲。
  - デン・イメ・エドー 〜わたしはもうここにいない〜 Δεν είμαι εδώ（原曲：Konstantina）
  - ト・パトス 〜情熱〜 O Pastor（原曲：Madredeus）※希臘文版
  - はかない愛だとしても Il me dit que je suis belle（原曲：Patricia Kaas）
  - 哀しみの影 Yesterday Yes a day（原曲：Jane Birkin）
  - わたしたち20才 Questi vent'anni miei（原曲：Catherine Spaak）
  - グリスビーのブルース Le Grisbi（原曲：Viktor Lazlo）
  - 悲しみの兵士 Les hommes（原曲：Sylvie Vartan）
  - 太陽のとびら Alle porte del sole（原曲：Gigliola Cinquetti）
  - ジー・オー・ユーダス Ζει ο Ιούδας（原曲：Konstantina）
  - ホリース・フテラー 〜翼もないのに〜 Χωρίς φτερά（原曲：Konstantina）
7. Song Selection 〜25th Celebration〜（日语：Song Selection 〜25th Celebration〜）（2013年6月5日  Polystar PSCR-6245/6）※ 作為出道25週年記錄的一環，重新製作發行的SHM-CD精選集。
收錄了專輯「JÓIA」「ゆりかごを揺すられて」等，2枚CD＋DVD、共30首曲目。
8. This Is My Love（2013年9月4日  zetima/UP-FRONT WORKS EPCE-5985）※ 作為出道25週年紀念活動的一環，於前作『Luz』後時隔16年4個月發行的第三張專輯。
  - for you（作詞・作曲・編曲：角松敏生）
  - 月で泳ぐ（作詞・作曲：相田翔子 編曲：門倉聡）
  - 夜明けの雨はピアニッシモ（作詞：岩里祐穂 作曲：羽場仁志（日语：羽場仁志） 編曲：佐藤準（日语：佐藤準））
  - 一輪（作詞：相田翔子 作曲・編曲：吉田次郎）
  - さよならの頁/Duet with 根本要（from スターダスト☆レビュー）（作詞・作曲：相田翔子 編曲：門倉聡）
  - タペストリー（作詞：及川眠子 作曲：相田翔子 編曲：門倉聡）
  - 1秒だけの奇蹟（作詞・作曲・編曲：尾崎亜美）
  - クレタの白い砂/Duet with 因幡晃（日语：因幡晃）（作詞：三浦徳子 作曲：馬飼野康二 編曲：佐藤準）
  - もっと ありのまま（作詞：相田翔子 作曲：羽場仁志 編曲：佐藤準）
  - 時刻表のない駅（作詞・作曲：相田翔子 編曲：門倉聡）
  - ぼくのともだち（作詞・作曲・編曲：大江千里）

### 單曲
※粗體標識的歌曲題目表示二人合唱曲。
1. i Julia（作詞・作曲：相田翔子 編曲：Ben Wittmann）- 1996年1月20日 淘兒唱片 bounce-0020
  - c/w  Shake Your Heart（作詞：相田翔子 作曲：河越重義 編曲：Ben Wittmann）
2. Jóia（作詞：芹沢類、相田翔子 作曲：相田翔子 編曲：C.C.Mariano）- 1996年4月25日  Polystar PSDR-5255
  - c/w 魚になりたい（作詞・作曲：相田翔子 編曲：C.C.Mariano）
3. 裸で眠りましょう（作詞・作曲：相田翔子 編曲：河越重義）- 1996年8月25日  Polystar PSDR-5265
  - c/w 愛された薔薇（作詞・作曲：相田翔子 編曲：門倉聡）
4. ゆりかごを揺すられて（作詞：戸沢暢美 作曲・編曲：門倉聡）- 1998年5月2日  Polystar PSDR-5296
  - 電影『自尊——命运的瞬间』印象曲
  - c/w SOCHINA 〜愛の想い出（作詞：甲谷ジロウ 作曲：相田翔子 編曲：門倉聡）
5. ナチュラル〜抱きしめてこのままで〜（作詞：まこと、淳君 作曲：根本要（日语：根本要） 編曲：光田健一（日语：光田健一））- 2000年5月17日  zetima EPCE-5057
  - 以スターダスト☆レビュー（日语：スターダスト☆レビュー） with 翔子的名義發行；
  - 電影『ピンチランナー（日语：ピンチランナー）』的主題曲；
  - 收錄於スターダスト☆レビュー的雙A面單曲『今夜だけきっと/ナチュラル〜抱きしめてこのままで〜（日语：今夜だけきっと）』中。
6. クレタの白い砂（作詞：三浦徳子 作曲：馬飼野康二 編曲：佐藤準）- 2004年4月28日  地中海/UP-FRONT WORKS EPCE-2024
  - 與因幡晃的合唱曲；
  - c/w 純愛・アフロディーテ（作詞：三浦徳子 作曲：馬飼野康二 編曲：佐藤準）
7. 夜明けの雨はピアニッシモ（作詞：岩里祐穂 作曲：羽場仁志 編曲：佐藤準）- 2004年11月17日 地中海/UP-FRONT WORKS  EPCE-2029
  - c/w もっとありのまま（作詞：相田翔子 作曲：羽場仁志 編曲：佐藤準）
8. 一輪（作詞：相田翔子 作曲・編曲：吉田次郎）- 2011年12月7日 アップフロントワークス
  - 相田的第一張數字限定單曲；
  - c/w ひかりのとびら（作詞：相田翔子 作曲・編曲：吉田次郎）

### Wink時期的自作曲
※ 迷你專輯『Delphinium』中的自作曲請參考“音樂作品 - 專輯”條目中的記錄。
1. さよなら 小さなCrybaby（作詞：KEIKO 作曲：羽場仁志 編曲：船山基紀（日语：船山基紀））
  - 收錄於第三張專輯『Twin Memories』（1989年12月1日  Polystar H00R-10008）
  - 作詞以筆名「KEIKO」發表
2. Tears（作詞：及川眠子 作曲：KEIKO 編曲：門倉聡）
  - 收錄於第七張專輯のアルバム『Sapphire』（1991年11月25日 Polystar PSCR-1036）
  - 作曲以筆名「KEIKO」發表
3. おしえて（作詞・作曲：相田翔子 編曲：門倉聡）
  - 收錄於第十張專輯のアルバム『Αφροδιτη（アプロデーテ）』（1993年6月25日  Polystar PSCR-5016）
4. 愛を込めて（作詞・作曲：相田翔子 編曲：小林信吾）
  - 收錄於第十一張專輯『BRUNCH』（1993年11月26日  Polystar PSCR-5062）
5. 兵士の休日（作詞・作曲：相田翔子 編曲：門倉有希）
  - 收錄於第十二張專輯『overture!』（1994年7月1日  Polystar PSCR-5310）
6. 裸足のマリオネット（作詞・作曲：相田翔子 編曲：門倉聡）
  - 收錄於第十三張專輯『voce』（1994年12月1日  Polystar PSCR-5334）
7. 海に輝いて（作詞・作曲：相田翔子 編曲：岩崎琢）
  - 收錄於第十四張專輯『Flyin' High』（1995年7月5日  Polystar PSCR-5384）

### Wink時期的solo曲目
1. ジャスミンは哀しい香り
  - 收錄於出道專輯『Moonlight Serenade』（1988年7月1日  Polystar  H33R-20010）
2. 冬のフォトグラフ
  - 收錄於第一張迷你專輯『At Heel Diamonds』（1988年12月1日  Polystar  H25R-20013）
3. Baby Me（原曲：Holly Knight "Baby Me"）
4. ひきとめないで（原曲：黛比·哈利 "You got me in trouble"）
  - 收錄於第二張專輯『Especially For You〜優しさにつつまれて〜（1989年4月26日  Polystar  H30R-10001）
5. 夏服のジュリエット 〜Dos Hombres〜（原曲：CARMIN"Dos Hombres"）
6. 銀星倶楽部 〜I'm In Mood For Dancing〜（原曲：The Nolans "I'm in the mood for dancing"）
  - 收錄於第四張專輯『Velvet』（1990年7月11日  Polystar  PSCR-1010）
7. 真冬の薔薇 （原曲：Harold Payne“We'll Be Together Someday”）
  - 收錄於第五張專輯『Crescent』（1990年12月16日  Polystar PSCR-1017）
8. Mysterious 〜真夏の夜の夢〜
9. 夜の月、昼の月（原曲：贝蒂·米勒 "Night and day"）
  - 6枚於第六張專輯目のアルバム『Queen of Love』（1991年7月10日  Polystar   PSCR-1025）
10. Get My Love
  - 收錄於第七張專輯『Sapphire』（1991年11月25日  Polystar  PSCR-1036）
11. Like A Bird
  - 收錄於第八張專輯『Each side of screen』（1992年4月25日  Polystar  PSCR-1047）
12. Celebration（原曲：凡妮莎·威廉斯 "Save the best for last"）
  - 9枚於第九張專輯目のアルバム『Nocturne 〜夜想曲〜』（1992年11月26日  Polystar  PSCR-1060）
13. 夏に会えなくて
  - 收錄於第十張專輯『Αφροδιτη（1993年6月25日  Polystar  PSCR-5016）
14. 三日月の夜の小鳥たち（原曲：Foreigner "I want to know what love is"）
  - 收錄於第十一張專輯『BRUNCH』（1993年11月26日  Polystar  PSCR-5062）
15. AIN'T NOBODY 永遠の恋人（原曲：夏卡·康 "Ain't Nobody"）
  - 14於第十四張專輯枚目のアルバム『Flyin' High』（1995年7月5日  Polystar  PSCR-5384）

### 其他
1. 花の予感（作詞：及川眠子 作曲：相田翔子 編曲：坂本昌之（日语：坂本昌之））- 1997年3月20日  日本古倫美亞唱片 COR-14079
  - 大竹忍『SIOBHÁN〜シボーン〜』收錄曲。
2. ほたる列車（作詞・作曲：淳君）- 2004年6月
  - 映画『ほたるの星』插曲
3. あなたとの別れ詩（作詞：つんく 作曲：三木剛 編曲：川村栄二（日语：川村栄二））- 2006年9月
  - 劇団シニアグラフィティ所舉辦的公演『時の流れに身をまかせ』的劇中曲
4. 有愛必勝（作詞・作曲：KAN）- 2011年6月  zetima/UP-FRONT WORKS EPCE-5796
  - 以“加油日本！有愛必勝SINGERS”(がんばろうニッポン 愛は勝つ シンガーズ)的名義參加演唱。
5. 情熱の花（日语：情熱の花）（作詞：B. Botkin・G. Garfield・P. Murtagh 日文譯詞：音羽たかし（日语：音羽たかし）・水島哲（日语：水島哲） 作曲：L. V. Beethoven 編曲：宮崎誠）- 2016年9月7日  國王唱片 KICS-3419[45]
  - 收錄於紀念花生姐妹（日语：ザ・ピーナッツ）的特別專輯『ザ・ピーナッツ トリビュート・ソングス（日语：ザ・ピーナッツ トリビュート・ソングス）』中，與森高千里合唱[46]。

## 出版物

### DVD
- エーゲ海  相田翔子&飯田圭織DVD（2004年2月4日、地中海/zetima EPBE-2001）

### 寫真集
- 現在（いま）、ここにいる私 - 相田翔子写真集（竹書房、1999年3月31日、撮影：谷口征、ISBN 481240472X）
- エーゲ海 相田翔子&飯田圭織写真集（角川書店、2004年1月28日、撮影：三浦憲治、ISBN 4048942549）

### 隨筆
- 相田翔子ハートフルエッセイ『素顔』
  - 雜誌『Wink Up（日语：Wink Up）』連載（ワニブックス、1992年9月 - 1994年9月）

### 書籍
- 犬のココロ この子だれの子?（FOCUSわんわん探偵局著   新潮社、2001年11月30日、ISBN 4103981032）
  - 相田與在雑誌『FOCUS』903号（1999年9月1日）中的連載《最重要的家人》（「一番大事な家族」）提到的愛犬樽子的交流記錄。
- 世界ウルルン滞在記 - 旅ではじけた11人の新しい魅力（TBSサービス著   青春出版社、2002年9月24日、ISBN 4413006267）
  - 綜藝節目世界ウルルン滞在記於1998年11月1日播出的印度锡金邦篇內容的文學記錄版。
- 妄想中学ただいま放課後（宮藤官九郎著   太田出版、2003年8月4日、ISBN 4872337514）
- Brand-New Hearts（Hiroki著   Mediax（日语：メディアックス）、2005年9月20日、ISBN 4862016014）
- 相田翔子の「きもの」修業（世界文化社、2009年4月25日、ISBN 9784418094066）
  - 相田將連載於誌《GRACE（日语：GRACE）》2007年4月号號至2008年3月號的專欄「小紋センス十二か月」、2008年4月号號至12月号號專欄「相田翔子のきもの修業十二か月」，及2008年1月号號專欄「和のお稽古、始めましょ」進行大幅的補充潤色後發行的文稿集合。

## 來源
1. ↑  別冊宝島2611『80年代アイドルcollection』p.51
2. ↑  2012年9月30日前原名UP-FRONT Agency。
3. ↑  . 日外アソシエーツ. 2004年6月: 6. ISBN 978-4-8169-1852-0.
4. ↑  以東京新聞通信社發行的《TV Star名鑑（TVスター名鑑）》中的記載為例，1993年版（1993年10月20日發行）至1996年版（1995年10月25日發行）中「Wink」一項中記載「相田翔子」為其本名，2002年版（2001年12月1日發行）之後的版本中該項並未刊載“本名”一項。1988年4月27日發售的Wink出道單曲《Sugar Baby Love》中內頁文書亦記載「相田翔子」為本名；官方性質的記載中，Wink活動時期（1988年-1996年）記載為 “本名：相田翔子”、2001年後 改為“非公開”。
5. ↑  『スケバン刑事III 少女忍法帖伝奇』第16話「リリアン棒危うし!由真の一番長い日」（フジテレビ系、1987年2月26日(木)）クレジットタイトル。
6. ↑  「鈴木敬子」此項未經證實，但在Wink的寫真集『Double Tone』（ワニブックス、1989年8月10日）有“成員兩人本名皆為‘鈴木’”一文。
7. 1 2  . Blue Star. アップフロントクリエイト.   [2014-03-01]. （原始内容存档于2014-03-01）.
8. 1 2 3  . ワイヤーアクション.   [2020-04-20].
9. ↑  いつみても波瀾万丈日本テレビ. 2006年3月5日放送.
10. 1 2 3 4  別冊宝島2611『80年代アイドルcollection』pp.10-13
11. ↑  .   [2021-03-21]. （原始内容存档于2019-04-05）.
12. ↑  .   [2021-03-21]. （原始内容存档于2019-12-04）.
13. ↑  ぶらり大好きな場所へ｜相田翔子オフィシャルブログ「こんな翔子に誰がした？」Powered by Ameba
14. 1 2  主演 南野洋子
15. ↑  相田翔子、約20年ぶりのミニライブ開催。Wink時代の名曲も披露（2013年9月7日） （页面存档备份，存于） - BARKS（グローバル・プラス） 2013年9月23日閲覧。
16. ↑  1987年至1988年前半年中於『UP TO BOY』1987年11月号p.13、1988年5月号p.43・7月号p.12等中的記載為161cm、1988年下半年至1990年前後的記載為159cm（『GORO』1988年11月10日号p.205、『UP TO BOY』1989年3月号p.91、『Twinkle Angels』<ワニブックス、1990年4月10日>p.130等）、1991年以後為160cm（見《Myojo|明星》1991年3月号p.85中《身高最近長到了160cm！》）
17. ↑  . 朝日新聞. 2005-06-25. 夕刊.
18. ↑  . 読売新聞. 2005-06-30. 夕刊.
19. ↑  . DODA (学生援護会). 2005-12-14.
20. ↑  ネスレ フードスタイル第10回「相田翔子の食生活とライフスタイル」2003年8月18日
21. ↑  . 日経おとなのOFF (日経ホーム出版). 2005-11.
22. ↑  . 測量 (日本測量協会). 2006-07.
23. ↑  Toshiba Web Street 2004年11月
24. ↑  . 朝日新聞. 2006-03-29.
25. ↑  オルビス『La Beauty』2007年夏臨時増刊号
26. ↑  日本経済新聞『日経マガジン増刊号』2006年7月2日
27. ↑  『読売新聞縮刷版』1996年1月21日(日)朝・夕刊に放送・出演予定記載あり。
28. ↑  『読売新聞縮刷版』1998年11月1日(日)朝・夕刊に放送・出演予定記載あり。
29. ↑  2007年節目有曾用名《世界ウルルン滞在記"ルネサンス"》。
30. ↑  『読売新聞縮刷版』1996年5月13日(月)朝・夕刊番組表に放送・出演予定記載あり。
31. ↑  『NHKクロニクル』「「真夜中の王国」番組表検索結果」 （页面存档备份，存于）（2017年10月30日閲覧）。
32. ↑  『ザテレビジョン』1997年第22号「今週のTV音楽」p.57（各地方版共通）に放送・出演・曲目予定記載あり。『読売新聞縮刷版』1997年6月12日(木)朝・夕刊番組表に放送・出演予定記載あり。
33. ↑  『読売新聞縮刷版』1997年7月2日(水)朝・夕刊番組表に放送・出演予定記載あり。
34. ↑  『ザテレビジョン』1997年第29号「今週のTV音楽」p.59（各地方版共通）に放送・出演・曲目予定記載あり。
35. ↑  『ザテレビジョン』1997年第32号「TV番組解説」p.72に相田の番組出演中の写真とともに放送・出演予定記載あり。
36. ↑  『NHKクロニクル』「「新・真夜中の王国」番組表検索結果」 （页面存档备份，存于）（2017年11月30日閲覧）。
37. ↑  『ザテレビジョン』1998年第20号「今週のTV音楽」p.59、1999年第14号「今週のTV音楽」p.59（ともに各地方版共通）に放送・出演・曲目予定記載あり。
38. ↑  『読売新聞縮刷版』1998年7月21日(火)朝刊番組表に放送・出演予定記載あり。
39. ↑  『ザテレビジョン 首都圏版』1998年第44号深夜番組表p.98に放送・出演予定記載あり。
40. ↑  『読売新聞縮刷版』1998年12月12日(土)朝・夕刊番組表に「元超アイドルA初登場」というかたちで放送・出演予定記載あり。
41. ↑  『読売新聞縮刷版』1999年9月6日(月)朝刊番組表に放送・出演予定記載あり。
42. ↑  . ORICON NEWS (oricon ME). 2017-06-26  [2017-06-26]. （原始内容存档于2020-10-22）.
43. ↑  10月2日(月)よる7時～好評につき第2弾の放送が決定!『歌のゴールデンヒットオリコン1位の50年間』オリコンランキング上位の経験を持つ堺正章、相田翔子、田中直樹のMC3人が超秘蔵映像とともに余すところなくお届けします （页面存档备份，存于） - TBSテレビ 2017年9月19日。
44. ↑  . コミックナタリー. 株式会社ナターシャ. 2017-05-09  [2017-05-09]. （原始内容存档于2019-07-12）.
45. ↑  . 渡辺音楽出版. 2016-08-11  [2016-09-02]. （原始内容存档于2021-01-16）.
46. ↑  . ORICON STYLE. 2016-08-11  [2016-08-12]. （原始内容存档于2018-04-13）.